# Дача В. Д. Тырсина
Дача В. Д. Тырсина — памятник архитектуры. Расположен в Приморском районе Санкт-Петербурга, современный адрес дома — Ольгино, Советская улица, 2.
Здание построено из дерева в 1914 году для генерала Тырсина, оштукатурено с применением ордера и элементов шинуазри.
На 2024 год в здании расположен Участковый пункт № 15 48 отдела милиции и муниципальный совет МО «Лахта-Ольгино».